# Afromevesia obscurifrons
Afromevesia obscurifrons là một loài tò vò trong họ Ichneumonidae.